# Nadia Mantovani
Nadia Mantovani, née en 1950 à Sustinente, est une ancienne terroriste italienne d'extrême gauche. Après la mort de Margherita Cagol, elle devient la compagne de Renato Curcio, l'un des fondateurs des Brigades rouges. Celles-ci sont un des principaux acteurs des années de plomb, période durant laquelle l'Italie est la proie tant du terrorisme rouge (d'extrême gauche) que du terrorisme noir (d'extrême droite).

## Biographie
Nadia Mantovani est née à Sustinente dans la province de Mantoue, dans une famille catholique pratiquante. Étudiante en médecine à l'Université de Padoue, elle a d'abord milité à l'Autonomia Operaia avant de rejoindre les Brigades rouges de la colonne vénitienne «Annamaria Ludman-Cecilia» .
Avec le nom de bataille de Giulia le 15 mai 1975 dans le cadre d'une série d'actions concertées pour cette journée par les Brigades rouges (BR), elle a participé à l'assaut du siège des démocrates chrétiens à Mestre.
La découverte d'une photo d'elle avec Curcio a amené les enquêteurs à enquêter sur son compte en janvier 1976. Après avoir été suivie, elle a été arrêtée dans un appartement de Via Maderno, à Milan, avec Curcio et trois autres sympathisants du mouvement terroriste. Condamnée au régime de « domicile forcé » dans son pays de naissance, avec l'obligation de signature hebdomadaire, elle rentre en clandestinité le 29 juillet 1978. Sa fuite suscite une controverse entre le ministère de l'Intérieur et les magistrats de Turin qui avaient rendu l'ordonnance de détention provisoire.
Nadia Mantovani a été retrouvée, avec d'autres terroristes, au mois de septembre 1978, dans le cadre des enquêtes relatives à la mort d'Aldo Moro. Le dimanche 1er octobre 1978, elle a été arrêtée dans le repaire de Via Montenevoso à Milan. Le terroriste, Lauro Azzolini, l'objet principal de l'enquête est arrêté. Nadia Mantovani et le terroriste Franco Bonisoli se sont rendus au moment de l'attaque de l'appartement.
Nadia Mantovani a été condamnée à 20 ans et 2 mois de prison pour des crimes de terrorisme, gang armé, enlèvement, vol, association subversive. Détenue dans les prisons spéciales de Turin et Voghera elle s'est dissociée des Brigades rouges en 1985. Elle a ensuite été transférée à Bologne pendant trois ans et a partagé sa cellule avec l'ancienne terroriste de la NAR Francesca Mambro.
En semi-liberté depuis septembre 1988, Mantovani a travaillé comme assistante vétérinaire puis à la municipalité de Bologne. Le 4 février 1989, avec Francesca Mambro, elle avec des détenus une exposition photographique dans l'ancien hall de la Bourse de Bologne.
En mai 1990, elle a eu une fille de son mari Roberto Ognibene (it), lui aussi ancien brigadiste . En liberté conditionnelle depuis janvier 1993, elle a terminé sa peine le 16 août 1996.
Après avoir purgé sa peine, elle fonde à Bologne l'association Verso casa, qui s'occupe de la réinsertion de détenus dans la vie sociale.
Le 23 août 2004, elle a participé avec Francesca Mambro à la « Rencontre d'Amitié » à Rimini sur les années de plomb organisées par Communion et Libération une conférence qui a été critiquée par Paolo Bolognesi, président de l'Association des victimes de l’⁣Attentat de la gare de Bologne.
En décembre 2013, le Tribunal de surveillance de Bologne a réhabilité Nadia Mantovani, effaçant son casier judiciaire.